# Parnassia petitmenginii
Parnassia petitmenginii là một loài thực vật có hoa trong họ Dây gối. Loài này được H. Lév. mô tả khoa học đầu tiên năm 1910.